# Tumu (Libia)
Tumu en Libia es un puesto de control fronterizo  en el Distrito de Murzuq, en la frontera con Níger .  Se encuentra a 310 kilómetros al sur de Al Qatrun, el asentamiento de Libia más cercano en el camino del desierto. 
Tumu consiste en poco más que unas pocas chozas del gobierno y el puesto de control de frontera se encuentra cerrado frecuentemente, lo que hace necesario que los viajeros que crucen procedentes de Níger se presentan a informar en Al Qatrun.